# Quân chủ Monaco
Thân vương có chủ quyền Monaco (tiếng Pháp: Prince de Monaco) là quân chủ và nguyên thủ quốc gia của Thân vương quốc Monaco. Tất cả các Thân vương trị vì đều là thành viên của Nhà Grimaldi, mặc dù kể từ năm 1731 đã thuộc về các gia tộc khác (Goyon de Matignon hoặc Polignac) trong dòng dõi nam giới. Khi Thân vương Rainier III qua đời năm 2005, ông là vị quân chủ trị vì lâu nhất ở châu Âu. Gia tộc Grimaldi, đã cai trị Monaco trong 8 thế kỷ, là gia đình hoàng gia trị vì lâu nhất châu Âu.
Thân vương trị vì hiện nay là Albert II, lên ngôi vào tháng 4 năm 2005.